# モリッツ・ハルトマン
モリッツ・ハルトマン（Moritz Hartmann 、1986年6月20日 - ）は、ドイツ・バイエルン州オーバーウィヒタッハ出身のプロサッカー選手。ブンデスリーガ・キッカーズ・オッフェンバッハ所属。ポジションは、フォワード。